# سیارک ۱۸۱۹۳
سیارک ۱۸۱۹۳ (به انگلیسی: 18193 Hollilydrury، نامگذاری:2000QT93) هجده هزار و صد و نود و سومین سیارک کشف شده‌است که در ۲۶ اوت ۲۰۰۰ کشف شد.
قدر مطلق سیارک برابر ۱۰.۷ است.